# Ademar de Queirós
Adhemar de Queiroz GCC (Rio de Janeiro, DF, 1899 — Rio de Janeiro, RJ, 1984) foi um marechal brasileiro, que participou ativamente do Golpe de Estado no Brasil em 1964 e foi Ministro da Guerra entre 1966 e 1967.

## Biografia
Comandou a 1ª Divisão de Infantaria, no Rio de Janeiro, entre 26 de abril e 19 de outubro de 1961.
Foi nomeado Presidente da Petrobrás por Castelo Branco, exercendo esse cargo entre 7 de abril de 1964 e 30 de junho de 1966. Sua administração teve um forte sentido nacionalista. Enfrentou e derrotou a tese do Ministro do Planejamento Roberto Campos, que propunha dividir a empresa em várias unidades autônomas. O edifício sede da empresa, no Rio de Janeiro, tem o seu nome, como homenagem aos serviços que lá prestou.
Foi o último ministro da Guerra, de 1 de julho de 1966 a 15 de março de 1967 uma vez que a partir de então o ministério foi rebatizado para Ministério do Exército.
A 21 de Setembro de 1966 foi agraciado com a Grã-Cruz da Ordem Militar de Cristo de Portugal.